# Martin County (Florida)
Das Martin County ist ein County im Bundesstaat Florida der Vereinigten Staaten. Der Verwaltungssitz (County Seat) ist Stuart.

## Geschichte
Das Martin County wurde am 30. Mai 1925 aus Teilen des Palm Beach County gebildet. Benannt wurde es nach John W. Martin, Gouverneur von Florida von 1925 bis 1929.

## Geographie
Das County hat eine Fläche von 1950 Quadratkilometern, wovon 511 Quadratkilometer Wasserfläche sind. Es grenzt im Uhrzeigersinn an folgende Countys: Palm Beach County, Okeechobee County und St. Lucie County.
Das Martin County ist Teil der Port St. Lucie, Florida Metropolitan Statistical Area, im allgemeinen Sprachgebrauch auch als Treasure Coast bezeichnet.

## Demografische Daten
Nach der Volkszählung im Jahr 2010 lebten im Martin County 146.318 Menschen in 78.037 Haushalten. Die Bevölkerungsdichte betrug 101,7 Einwohner pro Quadratkilometer. Ethnisch betrachtet setzte sich die Bevölkerung zusammen aus 87,3 % Weißen, 5,4 % Afroamerikanern, 0,6 % Indianern und 1,1 % Asian Americans. 4,2 % waren Angehörige anderer Ethnien und 1,6 % verschiedener Ethnien. 12,2 % der Bevölkerung bestand aus Hispanics oder Latinos.
Im Jahr 2010 lebten in 22,2 % aller Haushalte Kinder unter 18 Jahren sowie 43,2 % aller Haushalte Personen mit mindestens 65 Jahren. 62,8 % der Haushalte waren Familienhaushalte (bestehend aus verheirateten Paaren mit oder ohne Nachkommen bzw. einem Elternteil mit Nachkomme). Die durchschnittliche Größe eines Haushalts lag bei 2,23 Personen und die durchschnittliche Familiengröße bei 2,75 Personen.
19,5 % der Bevölkerung waren jünger als 20 Jahre, 17,5 % waren 20 bis 39 Jahre alt, 28,2 % waren 40 bis 59 Jahre alt und 34,7 % waren mindestens 60 Jahre alt. Das mittlere Alter betrug 50 Jahre. 49,5 % der Bevölkerung waren männlich und 50,5 % weiblich.
Das jährliche Durchschnittseinkommen eines Haushalts betrug 50.573 USD, dabei lebten 12,5 % der Bevölkerung unter der Armutsgrenze.
Im Jahr 2010 war englisch die Muttersprache von 85,97 % der Bevölkerung, spanisch sprachen 9,67 % und 4,36 % hatten eine andere Muttersprache.

## Kultur und Sehenswürdigkeiten

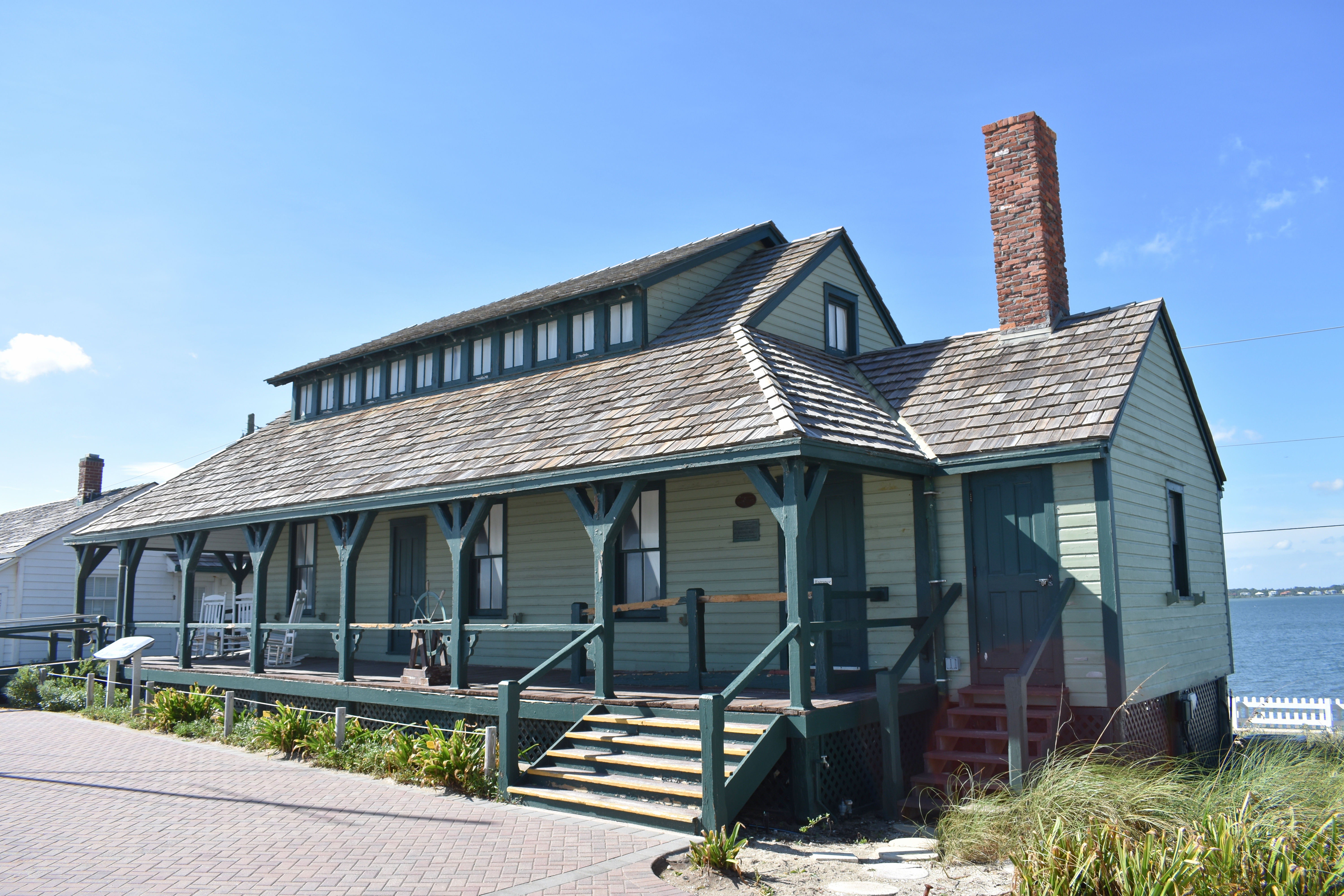
House of Refuge at Gilbert’s Bar (2018). Dieses Bauwerk entstand 1876 als Seenotrettungsstation und wurde als solche knapp 70 Jahre lang betrieben, bis es von der Martin County Historical Society gemietet und als Museum eingerichtet wurde. Das Gebäude wurde im Mai 1974 als erstes Objekt des County in das NRHP eingetragen.

14 Bauwerke, Stätten und „historische Bezirke“ (Historic Districts) im Martin County sind im National Register of Historic Places („Nationales Verzeichnis historischer Orte“; NRHP) eingetragen (Stand 6. Februar 2023), darunter eine archäologische Fundstätte, ein Schiffswrack und das ehemalige Gerichts- und Verwaltungsgebäude des County.

## Weiterführende Bildungseinrichtungen
- Hobe Sound Bible College in Hobe Sound

## Orte im Martin County
Orte im Martin County mit Einwohnerzahlen der Volkszählung von 2010:
City:
- Stuart (County Seat) – 15.593 Einwohner

Towns:
- Jupiter Island – 817 Einwohner
- Ocean Breeze Park – 355 Einwohner
- Sewall’s Point – 1.996 Einwohner

Census-designated places:
- Hobe Sound – 11.521 Einwohner
- Indiantown – 6.083 Einwohner
- Jensen Beach – 11.707 Einwohner
- North River Shores – 3.079 Einwohner
- Palm City – 23.120 Einwohner
- Port Salerno – 10.091 Einwohner
- Rio – 965 Einwohner